# ミヤイリガイ
ミヤイリガイまたはカタヤマガイ (Oncomelania hupensis nosophora) は、腹足綱・タマキビ型新生腹足類（Littorinimorpha目）イツマデガイ科に分類される貝類である。日本住血吸虫の中間宿主として知られる。
和名の一つであるカタヤマガイの「カタヤマ」は、日本住血吸虫による感染症の呼称の1つである「片山病」、およびその症状を書き記した19世紀半ばの書物『片山記』に由来する。もう1つの和名であるミヤイリガイの「ミヤイリ」は、本亜種が日本住血吸虫の中間宿主であることを発見した宮入慶之助に由来する。

## 分布
日本（千葉県、山梨県）固有亜種
模式標本の産地（基準産地・タイプ産地・模式産地）は、福山市神辺町片山。以前は関東地方から九州北部にかけて、局所的に分布していた。具体的には、茨城県・群馬県および埼玉県・東京都の利根川水系、千葉県の小櫃川下流域（中流域とする文献も見られる）、山梨県の甲府盆地、静岡県の富士川下流域および浮島沼周辺、広島県の高屋川、佐賀県および福岡県の筑後川下流域で、これらは日本住血吸虫症の流行地域と一致する。

## 形態
殻長6 - 8ミリメートル。殻径2.8 - 3ミリメートル。螺層が膨らみ、縫合が深い。殻の表面は滑らか。
殻は栗褐色ないし、黄褐色 - 赤褐色で厚く、光沢が有る。巻きは8階。
コモチカワツボ（外来種）に酷似しているものの、本種の方が大きくて細長く、殻口外唇が肥厚する点で区別できる。

## 分類
Oncomelania hupensisの亜種とされるが、独立種とする説も存在する。原名亜種 O. h. hupensis は中華人民共和国の長江流域に分布する。

## 生態
水田地帯にある水路の止水域の泥底に生息する。自然下では主に珪藻を食べていると考えられるが、人工飼育下ではキャベツの葉、人工飼料（米粉・白玉粉などといった澱粉質飼料、鶏卵殻、煮干粉、おから）など多様な餌を食べることから、その食性は極めて広い範囲に及んでおり、水底の泥土などからあらゆる微細な物質を無差別に取り入れては消化可能な有機物を消化吸収していると考えられている。
親貝は6月頃に、常に湿潤な柔らかい泥土に産卵し、孵化した個体は秋までに大きくなるのが一般的。冬は叢の根元や窪みで越冬する。寿命は約2年かそれ以上と推測されており、飯島利彦 (1965) によれば、実験室内で飼育した個体の最長生存期間は約4年であった。
ミヤイリガイの体内には日本住血吸虫のセルカリアを始め、多くの原虫や線虫、各種吸虫のセルカリアが寄生することがわかっている。1950年に207個の天然ミヤイリガイに対する日本住血吸虫のセルカリアの寄生数を調べたところ、29匹 - 10,247匹（平均1791匹）という報告があったことから、飯島はミヤイリガイ1個に対する日本住血吸虫セルカリアの寄生数が平均約2000 - 3000匹であると推測している。また、ヘイケボタルの幼虫、コイ、アメリカザリガニ、クロベンケイガニ、鳥類（ツグミ・タシギ）といった生物がミヤイリガイを捕食した記録がある。

## ヒトとの関係

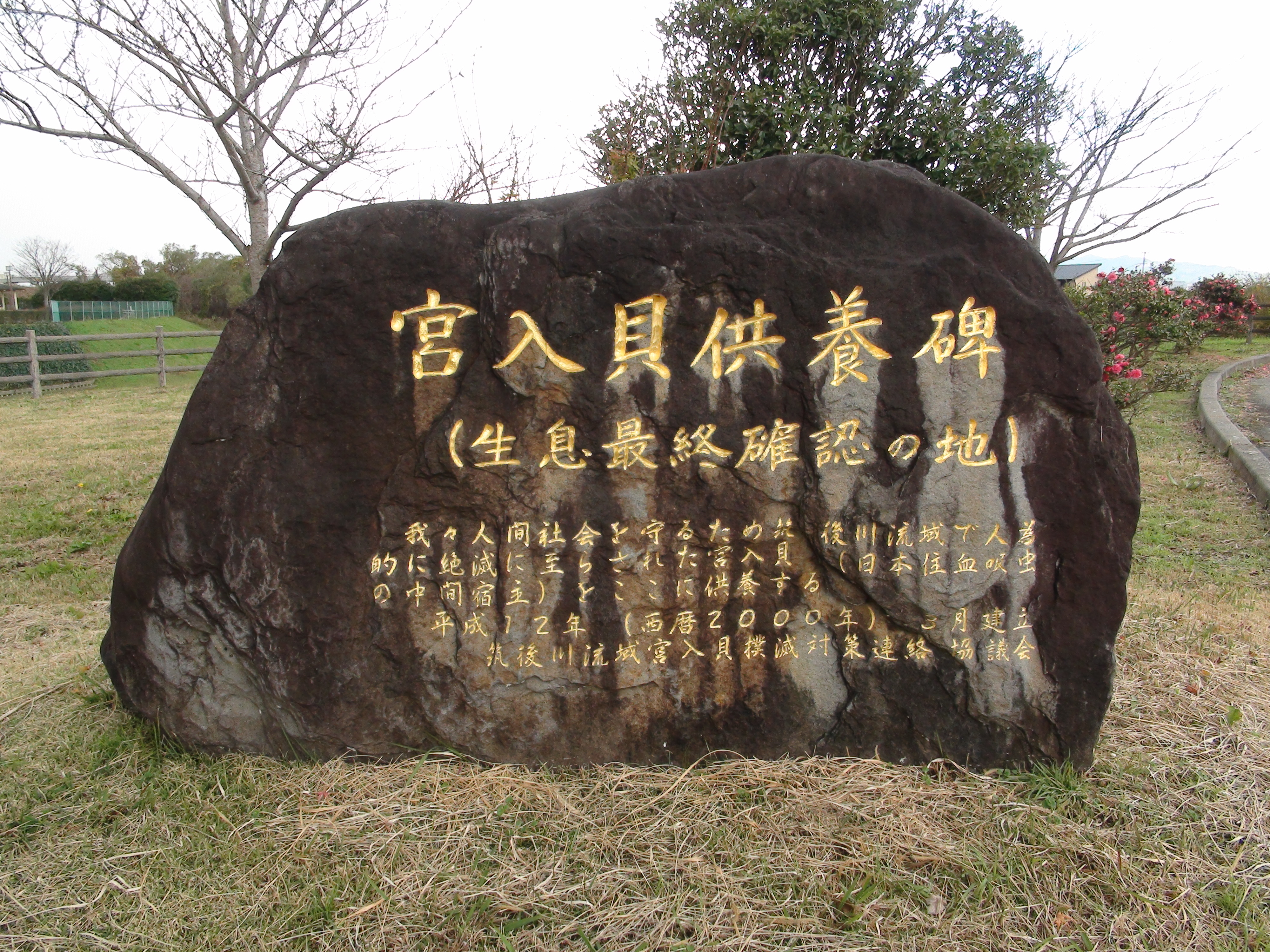
宮入貝供養碑（久留米市宮ノ陣）

岡山県（井原市の高屋川流域）での方言名として、「ナナマキガイ」がある。
日本住血吸虫の中間宿主となり、ヒトがこの吸虫に侵入されると肝硬変などを引き起こし、高い確率で死亡する。日本では後述する日本住血吸虫を撲滅させるための活動として本種の駆除（殺貝剤の散布・火炎放射器による焼却・水路の三面コンクリート舗装など）が進められた。他に、石灰窒素を使って本種を撲滅しようと試みた事例も有った。いずれにしても、日本では本種の駆除を進めた結果、1980年代までに日本住血吸虫症の発症例は、見られなくなった。
ただ、本種の駆除活動の1つである水路のコンクリート舗装により、ミヤイリガイが駆除された一方で、水田などに生息する他の貝類の生息数も減少したという弊害も指摘されている。1920 - 1960年代にかけて行われた日本住血吸虫を撲滅させるための活動により、多くの生息地では絶滅した。また、日本住血吸虫症の撲滅後も、生息地の破壊（河川改修、水田の乾田化・宅地などへの開発）、農薬汚染の影響を受けて減少していると考えられている。
広島県では近年は記録が無く、絶滅したと考えられている。福岡県では1980年代以降は発見例が無く絶滅したと考えられ、最後の生息地であった久留米市宮ノ陣町宮瀬には宮入貝供養碑が建てられている。千葉県では小櫃川流域（木更津市牛袋）を除き、絶滅した可能性が有り、唯一の生息地でも2014年以降は確認が困難となっている。岡山県では1955年以降は記録が無く絶滅したとされ、2020年の時点で岡山県レッドリストでも絶滅と判定されている。静岡県では2010年頃に最後の生息地（富士川西岸）が改修・暗渠化され、2019年版のレッドデータブックでは絶滅種とされている。茨城県では1950年代の干拓事業によって生息地が破壊され、絶滅したと考えられている。
絶滅危惧I類 (CR+EN)（環境省レッドリスト）
山梨県立富士湧水の里水族館（山梨県南都留郡忍野村）では、2020年2月3日から本種の生体が常設展示されている。